# 老城堡 (维罗纳)

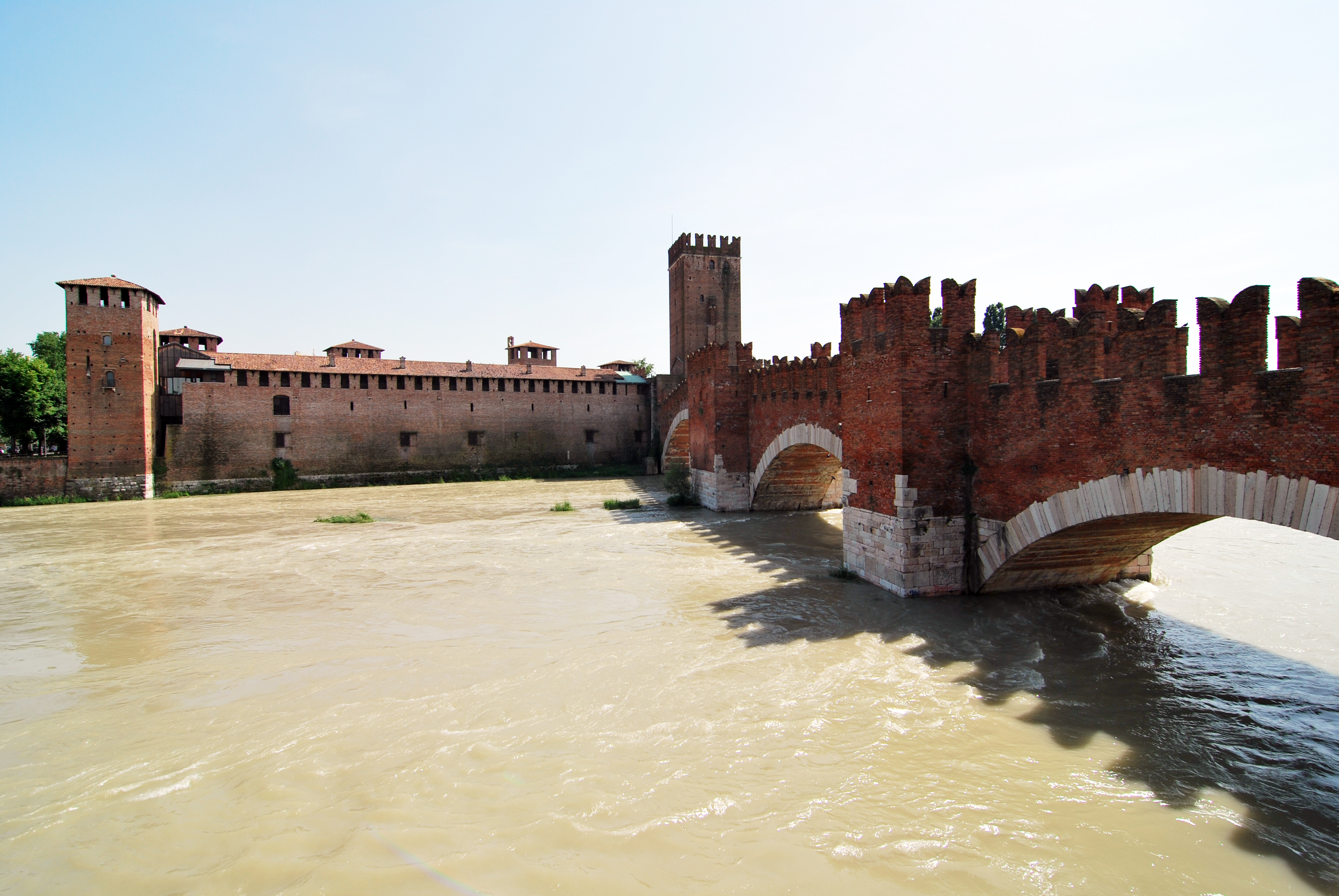
老城堡和斯卡利杰罗桥

老城堡 (Italian: "Castelvecchio") 是意大利北部维罗纳的一座城堡，是在中世纪统治该市的斯卡利杰尔家族兴建的最重要的军事建筑。 
老城堡功能强大，为装饰很少的哥特式建筑，其显著的特点是沿城堡和桥梁墙壁的M形merlon。它有7个塔，内部有四个主要建筑物。该城堡周围是一条沟，曾经从附近的阿迪杰河引水，现在已经干涸。
老城堡目前开辟为老城堡博物馆（Museo di Castelvecchio），以及当地官员的俱乐部，通过加富尔街的左门进入。

## 历史

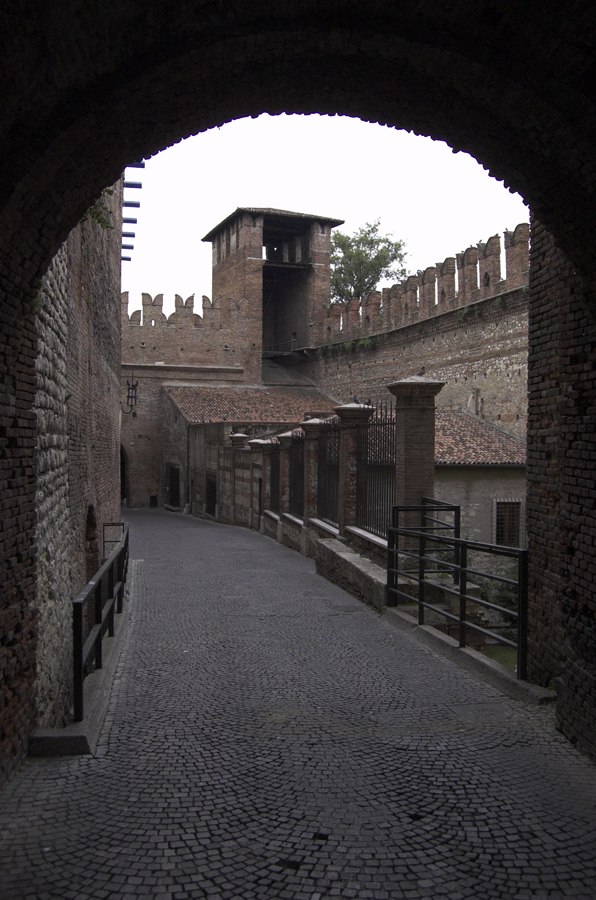
内部

老城堡可能就是古罗马城市外的堡垒所在地。斯卡拉家族修建城堡，连同跨阿迪杰河的斯卡利杰罗桥，用以威慑强大的邻国，如威尼斯、贡扎加家族和斯福尔扎家族。工程修建于 1354年到1376年。桥梁的目的是让封建主在发生事变时，向北安全逃到盟国神圣罗马帝国境内的蒂罗尔，他们最终失去对维罗纳的控制，幸存的成员离开意大利，去德国寻找家族在德国的分支。 
在威尼斯共和国时期，添加了大炮。在拿破仑战争期间 (1796-7)，老城堡被法国军队摧毁，以报复“维罗纳复活节”，当地居民举行的激烈的反法起义。拿破仑在维罗纳时选择住在老城堡，他普遍和任意征用公民和教会的财产，大量征召男性工人进入法国军队，引发了抵抗，最终赶走了侵略者。
在奥地利统治时期，老城堡改为军营。在1923年，以及1963-1965年加以修复。
45°26′24″N 10°59′17″E / 45.440°N 10.988°E